# Powiat de Nidzica
Le powiat de Nidzica (en polonais powiat nidzicki) est un powiat appartenant à la Voïvodie de Varmie-Mazurie dans le nord-est de la Pologne.

## Division administrative
Le powiat comprend 4 communes :

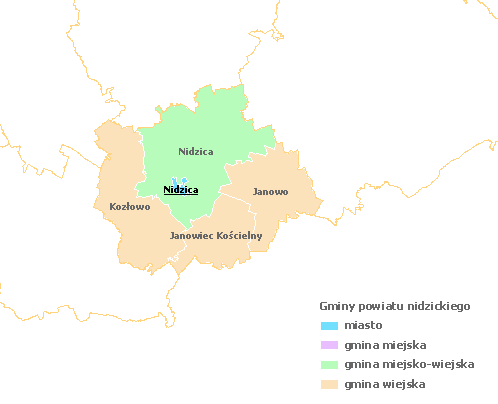
Carte du powiat (en polonais).

- 1 commune urbaine-rurale : Nidzica ;
- 3 communes rurales : Janowiec Kościelny, Janowo et Kozłowo.